# Nesteriwci
Nesteriwci (ukr. Нестерівці; pol. hist. Nesterowce) – wieś na Ukrainie, w obwodzie chmielnickim, w rejonie kamienieckim.
W pobliżu wsi znajduje się przystanek kolejowy Nesteriwci, położony na linii Chmielnicki – Kelmieńce.

## Historia
Wieś położona była w pierwszej połowie XVII wieku w starostwie barskim w województwie podolskim.
W XIX i w początkach XX w. Nesterowce położone były w Rosji, w guberni podolskiej, w powiecie uszyckim, w gminie Dunajowce.
Po I wojnie światowej pod administracją polską, w Zarządzie Cywilnym Ziem Wołynia i Frontu Podolskiego, w okręgu podolskim, w powiecie uszyckim, w gminie Dunajowce.
W wyniku postanowień traktatu ryskiego znalazły się w granicach Związku Sowieckiego. Od 1991 w niepodległej Ukrainie. Do 2020 w rejonie dunajowieckim.